# Jeff Louis
Jeff Louis (Port-au-Prince, 8 agosto 1992) è un calciatore haitiano, centrocampista del Mirebalais.

## Carriera

### Nazionale
Viene convocato per la Copa América Centenario negli Stati Uniti.